# Taitalijster
De taitalijster (Turdus helleri) is een zangvogel uit de familie lijsters (Turdidae). Het is een ernstig bedreigde, endemische vogelsoort  in het zuidoosten van Kenia. De vogel werd in 1913 geldig beschreven als Planesticus helleri door de Amerikaanse ornitholoog Edgar Alexander Mearns en vernoemd naar de persoon die de vogel verzamelde, Edmund Heller.

## Kenmerken
Het is een middelgrote lijster, 20 tot 22 cm lang. De borst, rug en kop zijn donker gekleurd en de buik is wit met roodbruine flanken. De snavel is oranje en er is een lichte ring om het oog. De vogel leeft verborgen in dicht struikgewas.

## Verspreiding en leefgebied
Deze soort is endemisch in Kenia en komt alleen nog voor in een paar kleine bosreservaten met nevelwoud.

## Status
De taitalijster heeft een zeer klein verspreidingsgebied en daardoor is de kans op uitsterven aanwezig. De grootte van de populatie werd in 2000 geschat op 1400 individuen en de populatie-aantallen nemen af door ontbossing en herplant voor bosbouw. Om deze redenen staat deze soort als ernstig bedreigd (kritiek) op de Rode Lijst van de IUCN.